# Fenntartható fejlődési célok
A Fenntartható Fejlődési Célok (FFC-k) a jövőre vonatkozó, a fenntartható fejlődés alapelveire, eszméjére alapozott fejlődés, az ezzel kapcsolatos nemzetközi együttműködés, nemzetközi fejlődés, azaz a nemzetközi fenntartható fejlődési és nemzetközi fejlesztési együttműködés céljait foglalja össze. Az ezzel kapcsolatos globális programot - "Világunk átalakítása" címmel - az Egyesült Nemzetek Szervezete keretében fogadták el 2015-ben. Ezek követik a Millenniumi Fejlesztési Célokat, amelyek 2015. év végén jártak le. Az FFC-k többsége 2030-ra elérendő cél. 17 cél van, 169 konkrétabb feladattal vagy célponttal, de maga a program ennél sokkal több feladatot is magában foglal. Más szóval minden egyes célhoz (Sustainable Development Goal, SDG) több, azt konkretizáló célpont (target), ill. feladat tartozik. Az e területen folytatott, sok évtizedes nemzetközi együttműködéshez képest nagy jelentőségű az új program; annak, illetve az abban foglalt céloknak, célpontoknak teljesítése mind nemzetközi, mind nemzeti szinten nehéz feladat lesz.

## Célok
2015 szeptemberében 193 ország a következő 17 célt fogadta el:
1. A szegénység felszámolása. (A szegénység minden formájának megszüntetése a világon mindenhol.)
2. Az éhezés megszüntetése. (Az éhínség megszüntetése, élelmiszer-biztonság létrehozása, az élelmezés fejlesztése és fenntartható mezőgazdaság létrehozása.)
3. Jó egészség. (Egészséges élet biztosítása és jólét megteremtése minden korosztályban élő minden egyes ember számára.)
4. Minőségi oktatás. (Átfogó és igazságos minőségi oktatás megteremtése és egész életen át folytatott tanulmányok lehetőségének létrehozása mindenki számára.)
5. Nemek közötti egyenlőség. (Nemek közötti egyenlőség létrehozása, és minden nő és lány felemelkedésének elősegítése.)
6. Tiszta víz és köztisztaság. (Fenntartható vízgazdálkodás biztosítása, a vízhez és közegészségügyhöz való hozzáférése biztosítása minden ember számára.)
7. Újrahasznosítható és megfizethető energia. (Megfizethető, megbízható, fenntartható és modern energia biztosítása mindenki számára.)
8. Jó munkalehetőségek és gazdaságok. (Hosszan tartó, átfogó és fenntartható gazdasági növekedés létrehozása, teljes és eredményes foglalkoztatás, valamint méltó munka biztosítása mindenki számára.)
9. Innováció és jó infrastruktúra. (Alkalmazkodó infrastruktúra kiépítése, átfogó és fenntartható iparosodás megteremtése, valamint az innováció támogatása.)
10. Egyenlőtlenség csökkentése. (Egy országon belüli és országok közötti egyenlőtlenségek csökkentése.)
11. Fenntartható városok és közösségek. (Fenntartható, befogadó, biztonságos és alkalmazkodó városok és más emberi települések létrehozása.)
12. A források felelősségteljes használata. (Fenntartható fogyasztási és termelési szokások kialakítása.)
13. Fellépni az éghajlatváltozás ellen. (Gyors cselekedetek a klímaváltozás és hatásai leküzdésének érdekében.)
14. Fenntartható óceánok. (A fenntartható fejlődés érdekében az óceánok, tengerek és tengeri erőforrások megőrzése és fenntartható használata.)
15. Fenntartható földhasználat. (A Föld ökoszisztémáinak fenntartható használata, fenntartható erdőgazdálkodás, az elsivatagosodás leküzdése, valamint a talaj degradációjának visszafordítása, valamint a biodiverzitás csökkenésének megállítása.)
16. Béke és igazság. (A fenntartható fejlődés érdekében békés és befogadó társadalmak létrejöttének elősegítése, mindenki számára elérhető igazságszolgáltatás biztosítása, és minden szinten hatékony, felelősségre vonható és befogadó intézmények létrehozása.)
17. Partnerség a fenntartható fejlődésért. (A végrehajtás módjainak biztosítása és a fenntartható fejlődés globális partnerségének felélesztése.)